# Tenskwatawa
Tenskwatawa (1775 – novembre 1836) est un chef religieux amérindien shawnee surnommé le Prophète.

## Biographie
Enfant, il a pour nom Lalawethika, ce qui signifie « celui qui fait du bruit ». Il se creva l'œil droit en jouant avec une flèche. À la mort de son père, un guerrier shawnee, il est élevé avec ses frères par sa sœur aînée car sa mère d’origine creek choisit de retourner dans sa tribu dans le Sud.
À la suite d'un accident en 1805 qui le laisse temporairement inconscient, il prétend recevoir des messages du « Maître de la Vie » et devient célèbre en prêchant un renouveau mystique de la foi amérindienne. Il préconise le retour à la façon de vivre des ancêtres et avec son frère Tecumseh tente de constituer une confédération des tribus amérindiennes du Canada à la Floride.
En novembre 1811, en l’absence et contre l’avis de son frère, il engage le combat à Tippecanoe contre l’armée américaine commandée par William Henry Harrison, le futur neuvième président des États-Unis. Il y est battu et ses guerriers, censés être protégés des balles sous sa protection, y subissent de lourdes pertes. Il perd alors toute crédibilité et le projet de confédération n’y survivra pas.
Il survivra à son frère tué en 1813 et finira ses jours aidé financièrement d’abord par les Britanniques puis par le gouvernement américain.
George Catlin réalisa son portrait.